# 中国铁路高速综合检测列车
中国铁路高速综合检测列车（英語：Comprehensive Inspection Train，缩写为）是一系列应用于中国高速铁路的综合检测动车组列车。高速综合检测列车是为时速200公里以上的高速铁路实施定期检测、综合检测和高速检测的重要装备，拥有对轨道、接触网、通信信号等基础设施的综合检测能力。截至2021年12月27日，中国共有15组综合检测列车，所有列车均直属中国国家铁路集团有限公司轄下中国铁道科学研究院，由其管理和运用。
综合检测列车中一般由现有的业化运营的车型改造而来。部分综合检测列车具有试验性质，用于验证列车的设计或进行高速试验。其中，速度最高的更高速度试验列车最高运行速度超过500公里/小时。
部份動車組參考日本新幹線的檢測列車之黃色漆裝，故此有「中國版黃博士」（日語：中国版のドクターイエロー）或「黃醫生」的暱稱。此外，該動車組在大多數營銷號對鐵路知識的誤導向視頻中被稱為「小黃車」。
接国铁集团通知，自2022年5月25日起，CRH380型动检列车抹去车身“和谐号”“CRH”等标识（车号除外），但其他动检列车车身标识不变。

## 列车设备
高速综合检测列车的主要装备包括：录像装置、架线间隔测定装置、ATC测定装置、列车无线设备测定装置及测定台；轴重横压测定轴、轴箱测定加速度计；轨道高低变位和车辆摇动测定装置、线路状态监视装置、轮重横压数据处理装置和录象装置；架线磨耗偏位高低测定装置、集电状态监视装置、受电弓观测装置；电力测定台、数据处理装置、供电回路测定装置、车次号地面设备测定装置。

## 列表

### CRH2A-2010

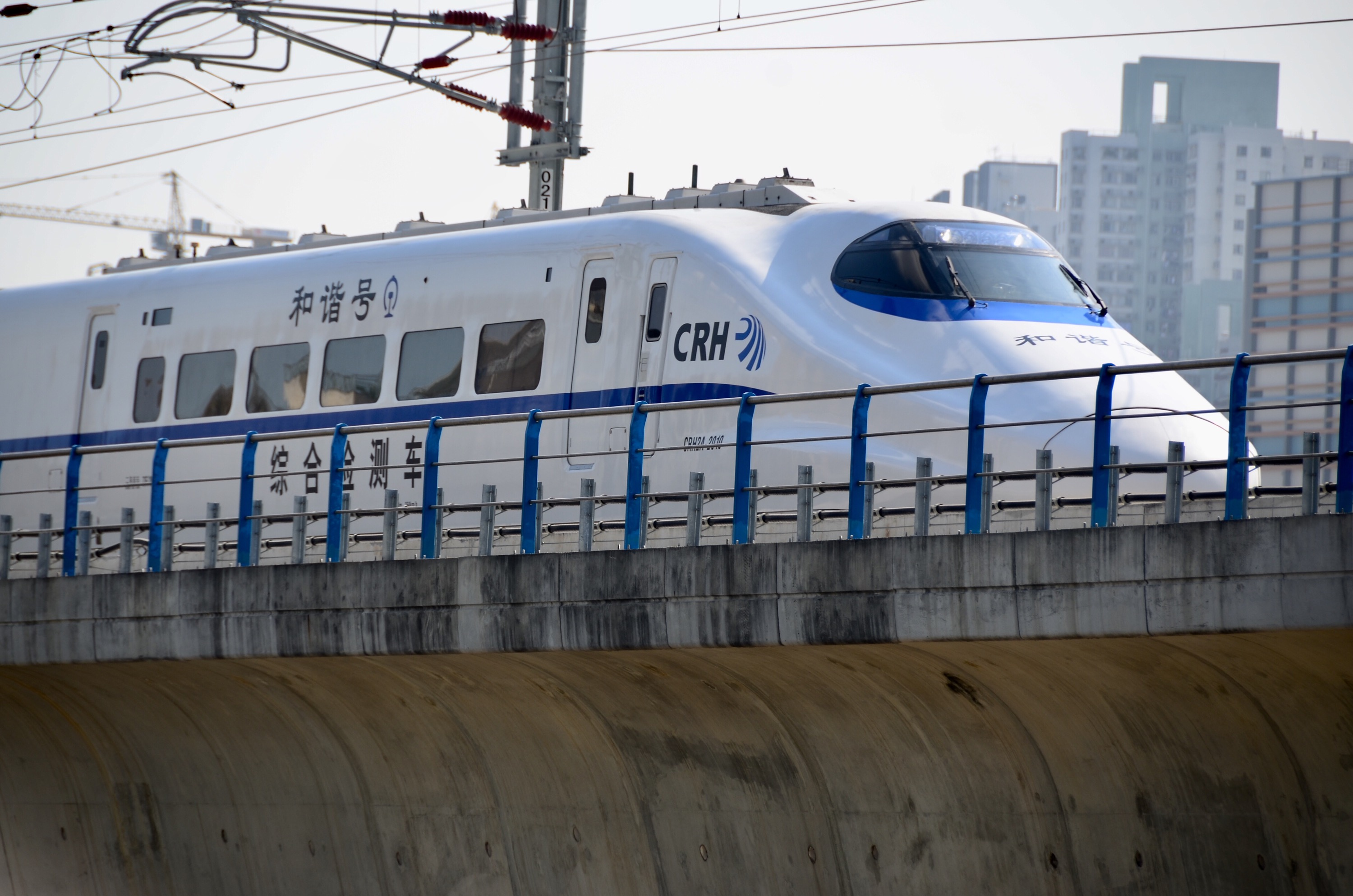
CRH2A-2010在珠机城际铁路

CRH2A-2010（原編號CRH2-010A）是中国第一列高速综合检测列车，是在CRH2A型电力动车组的基础上，加装检测设备改造而成。列车由南车青岛四方机车车辆股份有限公司制造，于2006年7月31日下线交付使用，以满足中国铁路第六次大提速，以及“0号高速综合检测列车”交付之前的线路检测需要。该车的技术尚不十分成熟，具有试验性质，为0号高速综合检测列车的研发提供了参考。
编组
| 车厢号 | 1          | 2                | 3          | 4                                    | 5                        | 6                          | 7              | 8                                      |
| 编号   | ZE201001   | ZE201002         | ZE201003   | ZE201004                             | ZEC201005                | ZE201006                   | ZY201007       | ZE201000                               |
| 功能   | 综合检测车 | 无线场强检测系统 | 临时休息车 | 轨道几何状态检测系统和弓网检测传感器 | 动力学检测系统的测力轮对 | 弓网检测系统和视频监测系统 | 动力学检测系统 | 信号检测系统和动力学检测系统的测力轮对 |

### CRH5J-0501

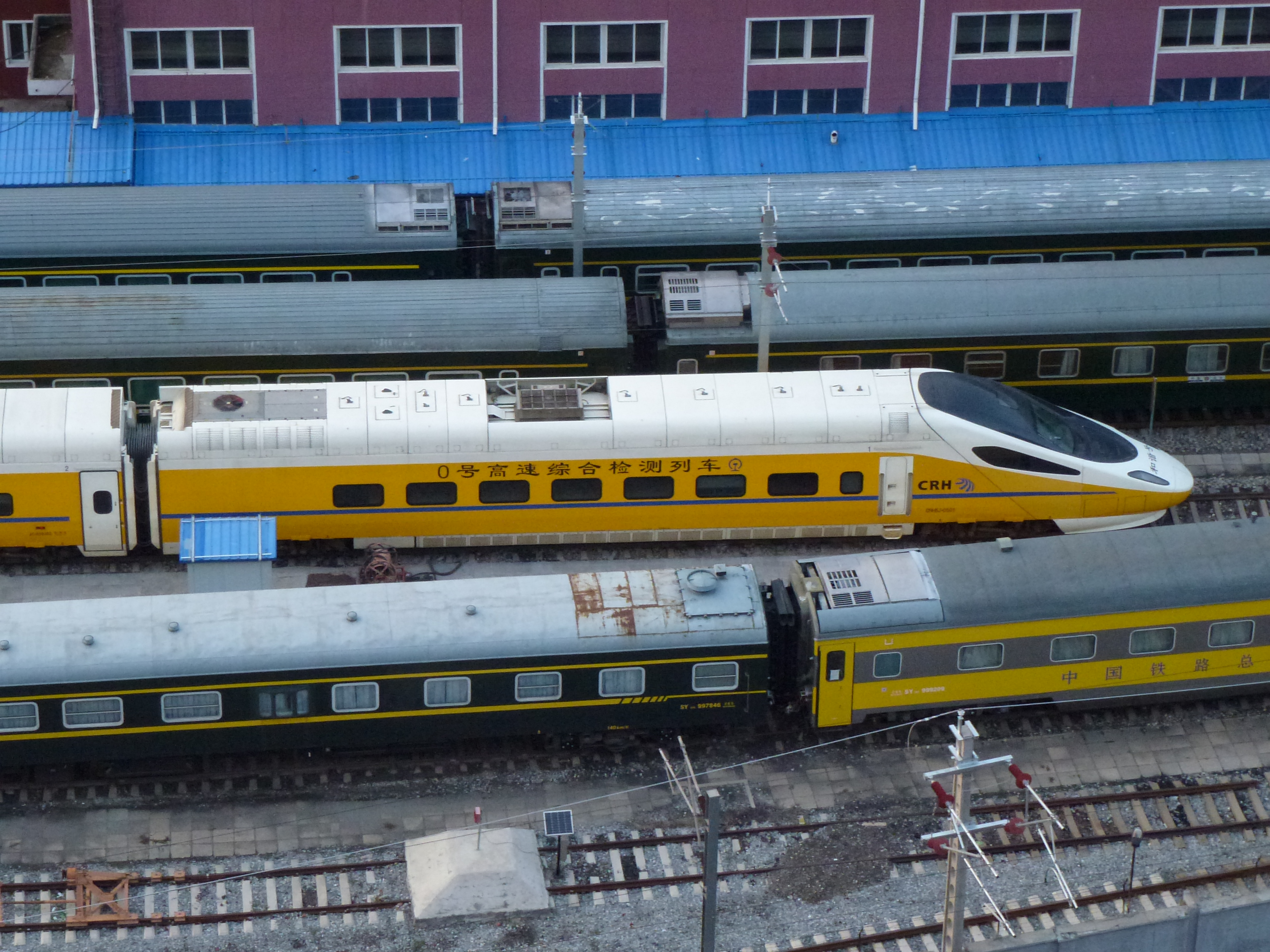
CRH5J-0501“0号高速综合检测列车”，摄于北京铁路局北京车辆段

CRH5J-0501（原编号CIT001）「黃醫生」，正式名称为“0号高速综合检测列车”，是以CRH5A型电力动车组为基础的时速250公里综合检测列车。该车由中国铁道科学研究院基础设施检测研究所负责系统集成，动车组由长春轨道客车股份有限公司设计制造。该检测列车研制项目于2007年4月2日正式启动，2008年6月6日交付使用。
编组
| 车厢号 | 1              | 2         | 3            | 4              | 5          | 6         | 7         | 8          |
| 编号   | CIT001-01      | CIT001-02 | CIT001-03    | CIT001-04      | CIT001-05  | CIT001-06 | CIT001-07 | CIT001-00  |
| 功能   | 通信信号检测车 | 会议车    | 接触网检测车 | 数据综合处理车 | 轨道检查车 | 餐车      | 卧铺车    | 信号检测车 |

### CRH2C-2061

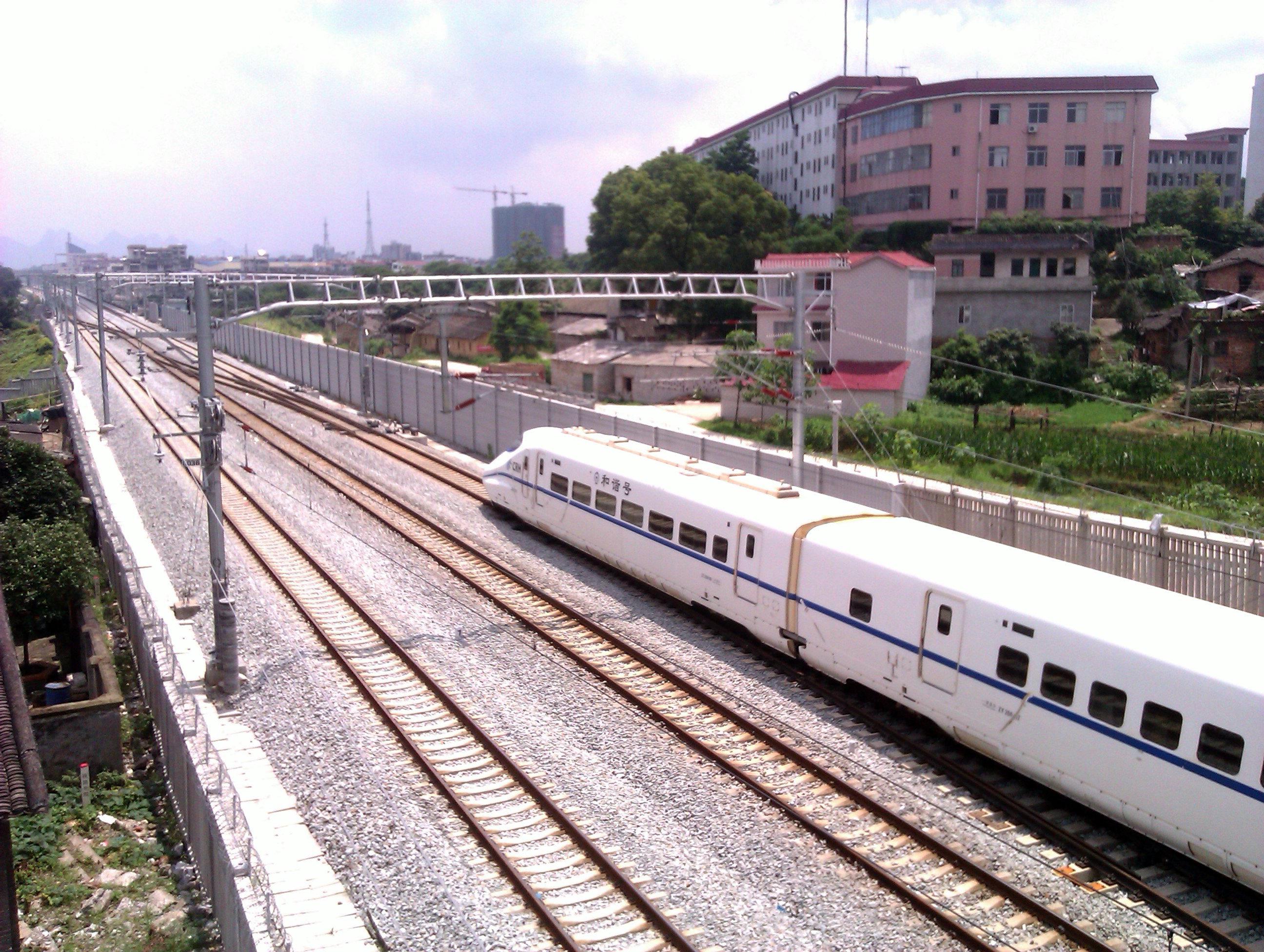
CRH2C-2061综合检测列车在衡柳铁路永州-灵川区间参与联调测试

CRH2C-2061（原編號CRH2-061C）是中国第一列时速300公里高速综合检测列车，以CRH2C型电力动车组（第一阶段）为基础，同时也是第一列CRH2C型动车组。列车由南车青岛四方机车车辆股份有限公司制造，于2007年12月22日下线交付使用，初期為載客列車，亦係唯一曾經接載過乘客的综合检测列车。取代新幹線926型高速綜合檢測列車成為世界時速最快的檢測列車。2013年3月11日，CRH2C-2061 开始在宁杭、杭甬高铁上试跑，担任检测接触网任务。

### CRH2C-2068
CRH2C-2068（原編號CRH2-068C）是中国第二列时速300公里高速综合检测列车，以CRH2C型电力动车组（第一阶段）为基础。列车由南车青岛四方机车车辆有限公司生产，于2009年1月下线，以满足武广客运专线开通前的检测需要。

### CRH2C-2150

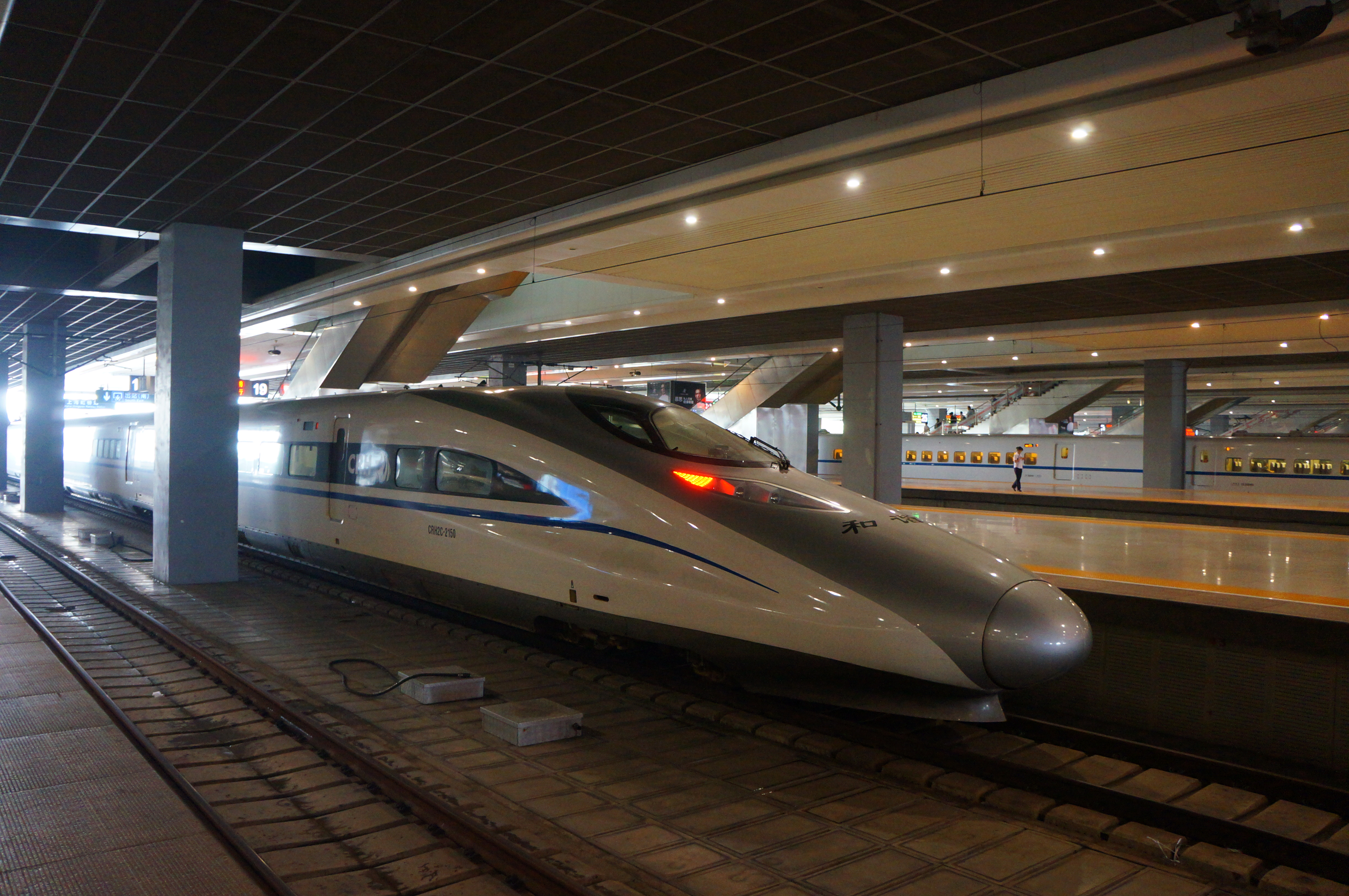
CRH380A头型的CRH2C-2150停靠在上海虹桥站

CRH2C-2150（原编号CIT380A）时速350公里的高速综合检测列车。该车是CRH2C型电力动车组（第二阶段）的最后一列车，同时也是CRH380A型电力动车组的原型试验车。为了获得CRH380A型动车组新头型的空气动力效能和实车试验数据，铁道部于2009年决定将CRH2C-2150作为CRH380A的试验实体样车，使用CRH380A的新头型，而内部设备与CRH2C（第二阶段）相同。列车由南车青岛四方机车车辆制造，于2010年4月下线交付使用，于2010年11月经铁科院加装检测设备，改造成为正式的高速综合检测列车。

### CRH380AJ

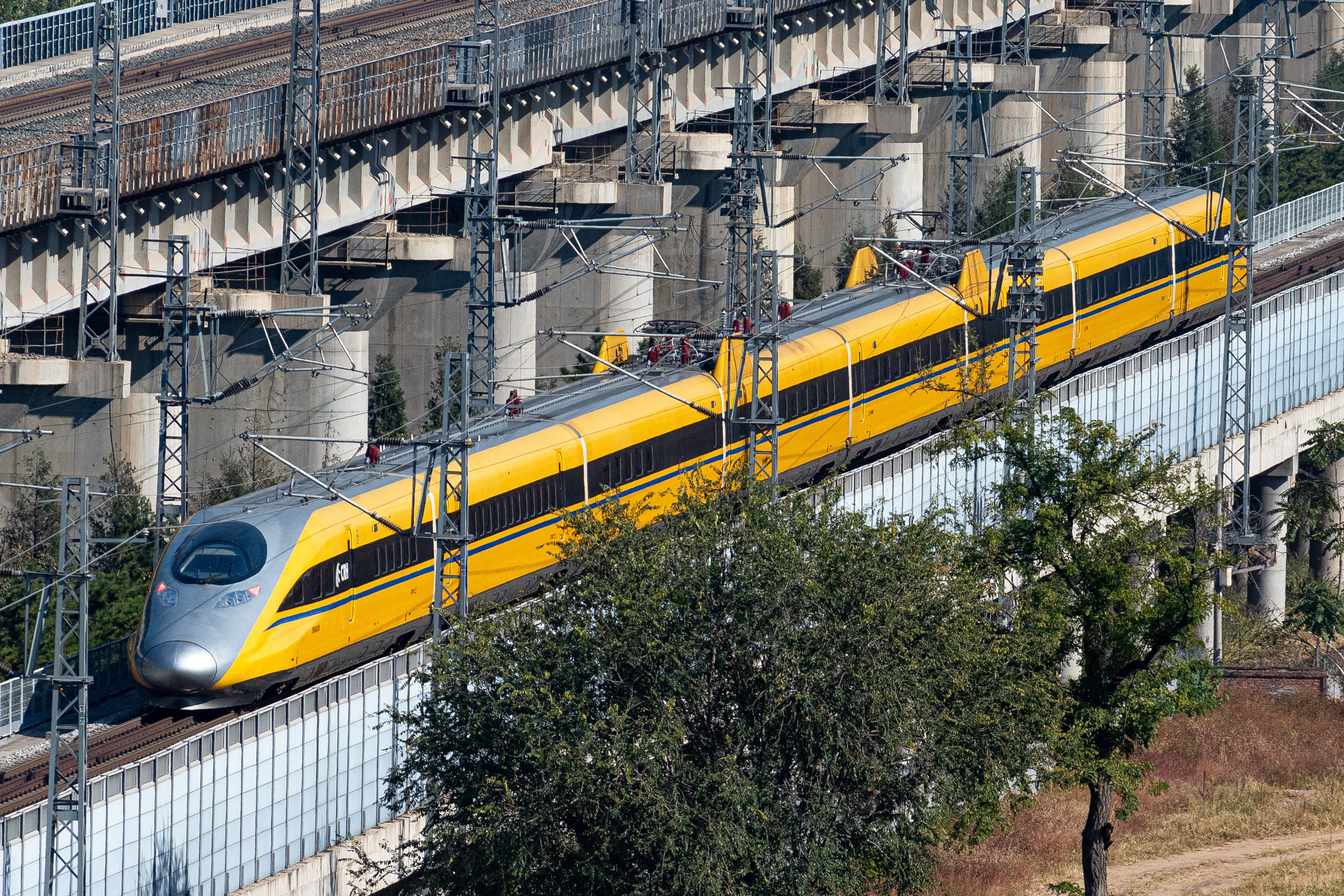
CRH380AJ在京广高速铁路京西联络线上

CRH380AJ（CRH380AJ-0201～0203、2808、2818，最初编号CIT400A，第一列CRH380AJ曾编号为CRH380A-001）「黃醫生」是时速400公里高速综合检测列车。列车以CRH380A型电力动车组为基础，为8节编组（7M1T），由卧铺公务车改造而来的两组列车（曾编号为CRH380A-2808、2818）为8节编组（6M2T）。设计最高试验速度500公里/小时。列车由南车青岛四方机车车辆股份研制，于2011年2月22日下线交付使用，3月3日起赴各地开始进行检测任务。
编组
| 车厢号 | 1          | 2                    | 3              | 4      | 5          | 6      | 7      | 8          |
| 编号   | A00101     | A00102               | A00103         | A00104 | A00105     | A00106 | A00107 | A00108     |
| 功能   | 轨道检查车 | 轮机动力与通信检测车 | 系统综合检测车 | 会议车 | 弓网检测车 | 餐车   | 卧铺车 | 信号检测车 |

### CRH380BJ

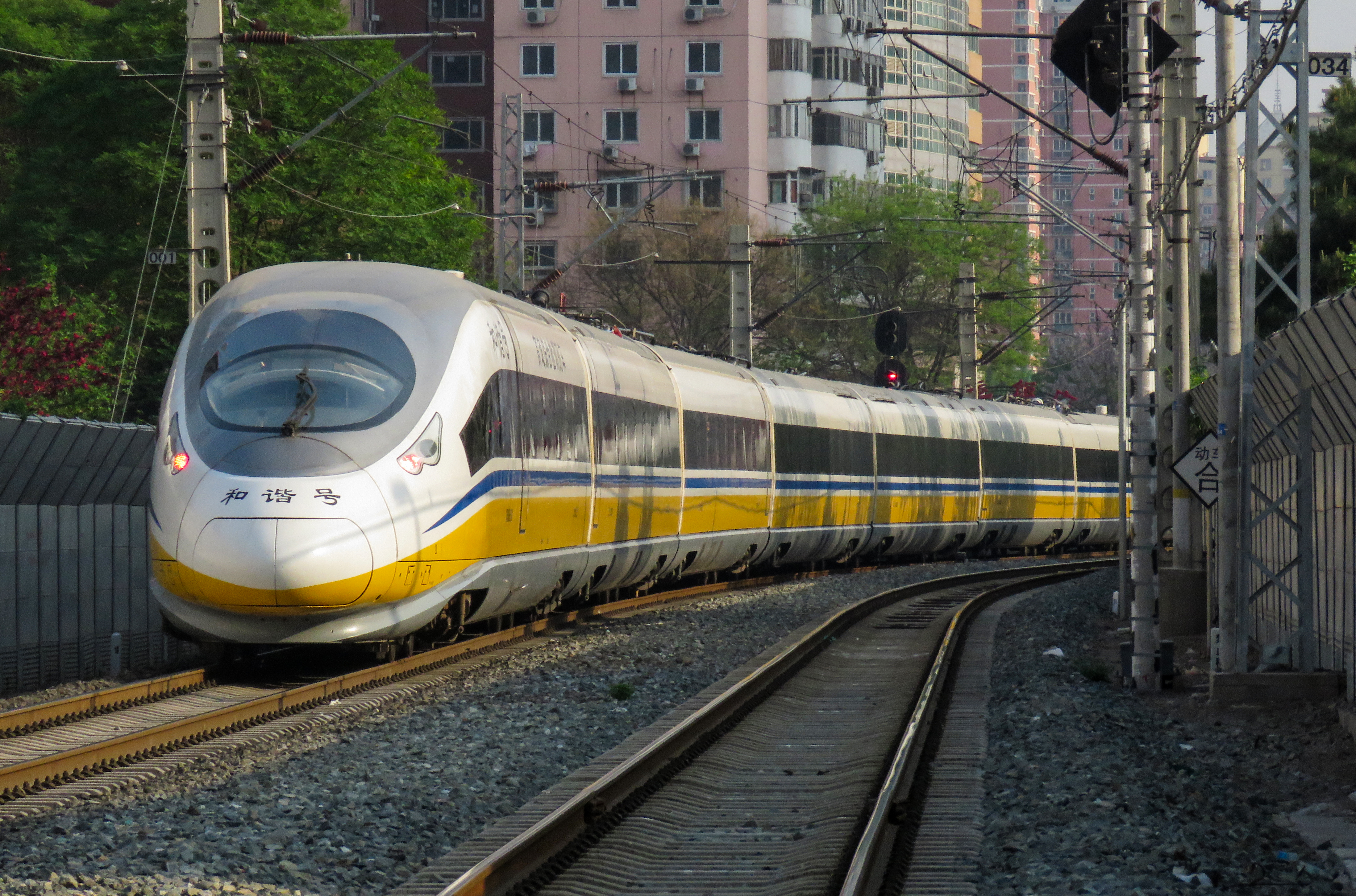
唐客制造的CRH380BJ-0301号高寒型综合检测车于北京

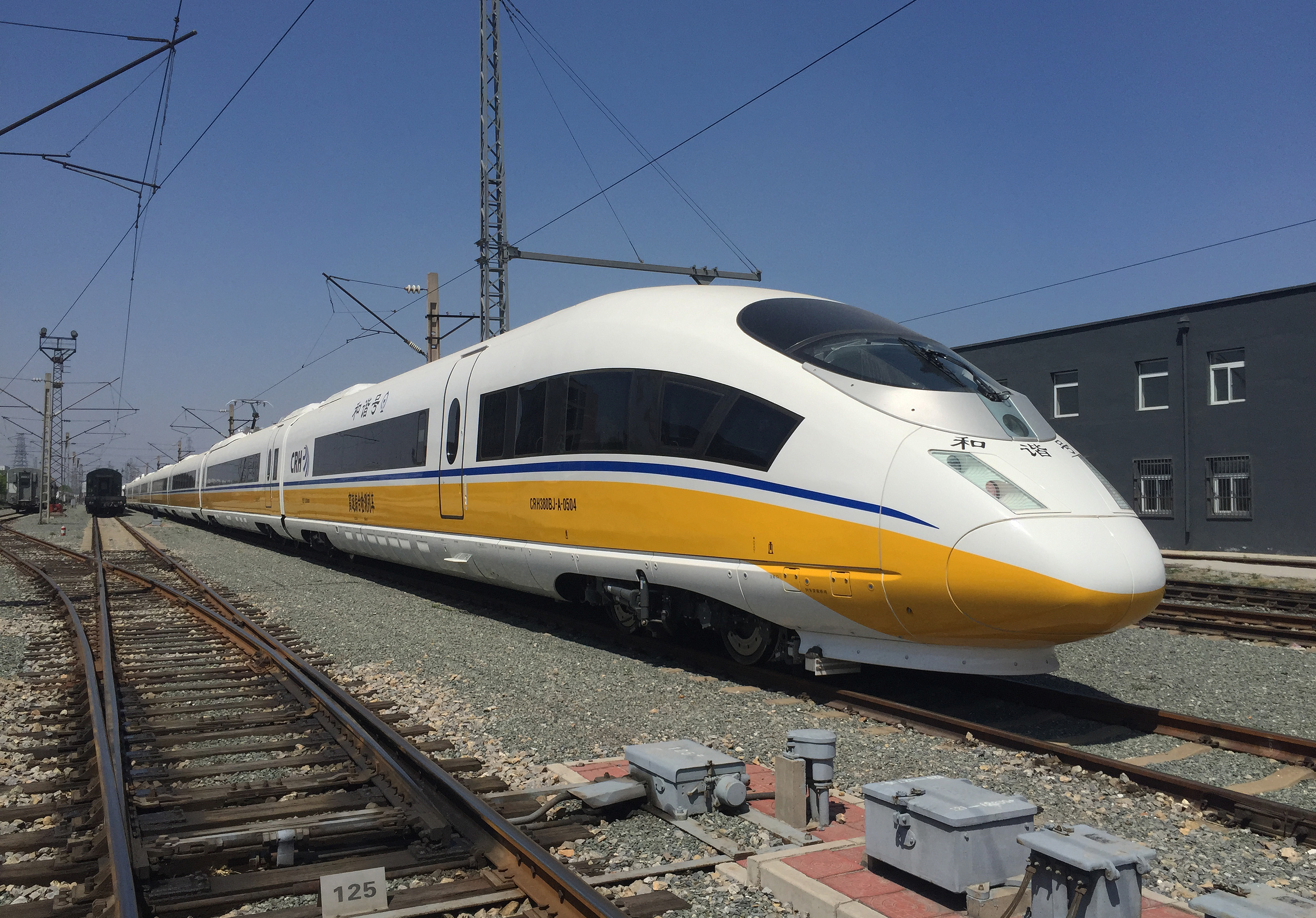
长客制造的CRH380BJ-A-0504号高寒型综合检测车在环行铁道

CRH380BJ-0301、CRH380BJ-A-0504（CRH380BJ-0301最初编号CIT400B，曾编号CRH380B-002）「黃醫生」是时速400公里高速综合检测列车，以CRH380B型电力动车组为基础，但采用了北车CRH380C的头型(CRH380BJ-0301)。列车为8节编组（6M+2T/T），设计最高试验速度500(6M+2T)/600(8M)公里/小时。列车在设计制造时就安装了8M的所有设备，但其中2节车可以灵活地变换安装动车或拖车转向架。列车由中国北车集团唐山轨道客车股份有限公司和長春軌道客車股份有限公司研制，于2011年3月下线交付使用。
编组
| 车厢号 | 1              | 2                | 3                  | 4      | 5      | 6      | 7      | 8      |
| 编号   | xxxx01         | xxxx02           | xxxx03             | xxxx04 | xxxx05 | xxxx06 | xxxx07 | xxxx00 |
| 功能   | 通信信号检测车 | 接触网综合检测车 | 轨道与动力学检测车 | 会议车 | 设备车 | 餐车   | 卧铺车 | 试验车 |

### CRH380AM-0204

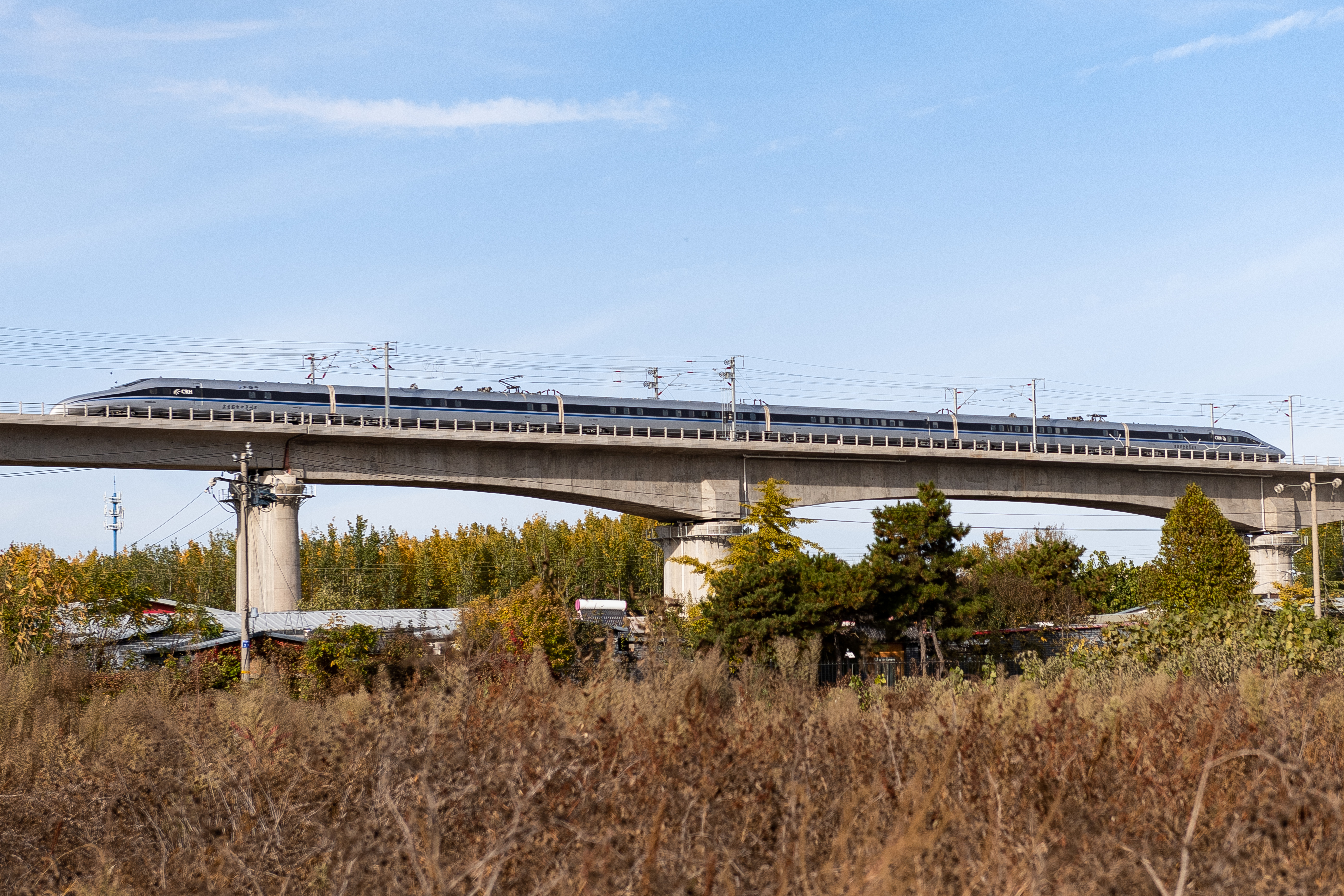
在京沈客运专线联调联试的CRH380AM-0204，采用6节编组

更高速度试验列车（CIT500型，现更名为CRH380AM-0204）是中国铁路最新的高速综合检测试验列车，是在中华人民共和国科技部和铁道部部署下，以“十一五国家科技支撑项目——共性基础及系统集成”、“国家973计划项目——时速500公里高速列车关键力学行为研究”为依托、作为“新技术、新材料、新产品的工程化应用试验平台”的重点科研项目。更高速度试验列车由南车青岛四方机车车辆股份研制，为6节全动车编组（6M0T）。以CRH380A型电力动车组为基础，头车和尾车分别采用两种不同的新头型，牵引总功率达到22800千瓦，设有风阻制动，并试验应用了碳纤维、镁合金、新型纳米隔音等新材料。列車已於2011年12月23日下線。
2010年12月7日，中国南车集团代表曾经在第七届世界高速铁路大会上表示，更高速度试验列车将于进行速度试验，力争打破此前法国试验列车V150创造的时速574.8公里的纪录，冲击600公里时速。
2013年3月，更高速度试验列车的转向架在滚动试验台上试验时速605km/h。
目前该列车已被改造为高速综合检测列车，并已开始参加检测任务。
编组
| 车厢号 | 1          | 2                              | 3                | 4      | 5            | 6          |
| 功能   | 信号检测车 | 轨道几何、动力学及接触网检测车 | 通信、综合检测车 | 生活车 | 接触网检测车 | 信号检测车 |

### CRH2J-0205
CRH2J-0205（原编号CRH2-139E）「黃醫生」时速250公里的高速综合检测列车。该车是在2011年发生的动车组列车追尾事故中，担当的D301次列车，追尾撞上一列从杭州站始发前往福州南站的D3115次动车组列车(编号CRH1-046B)，导致D301次动车组列车第1至4位车辆脱轨坠落桥下，其中1节车厢悬空。事发后該車被鐵道總公司改造為被综合检测列车（CRH2J-0205），以大修名義改造原10至13、15及16號車厢及新造兩節車廂而成。
编组
| 车厢号 | 1          | 2         | 3         | 4         | 5          | 6          | 7          | 8          |
| 编号   | JC 020501  | JC 020502 | JC 020503 | JC 020504 | JC 020505  | JC 020506  | JC 020507  | JC 020500  |
| 功能   | 信号检测车 | 卧铺车    | 餐车      | 会议车    | 轮轨检测车 | 弓网检测车 | 通信检测车 | 信号检测车 |

### CR400BF-J-0001（CR450試驗車）

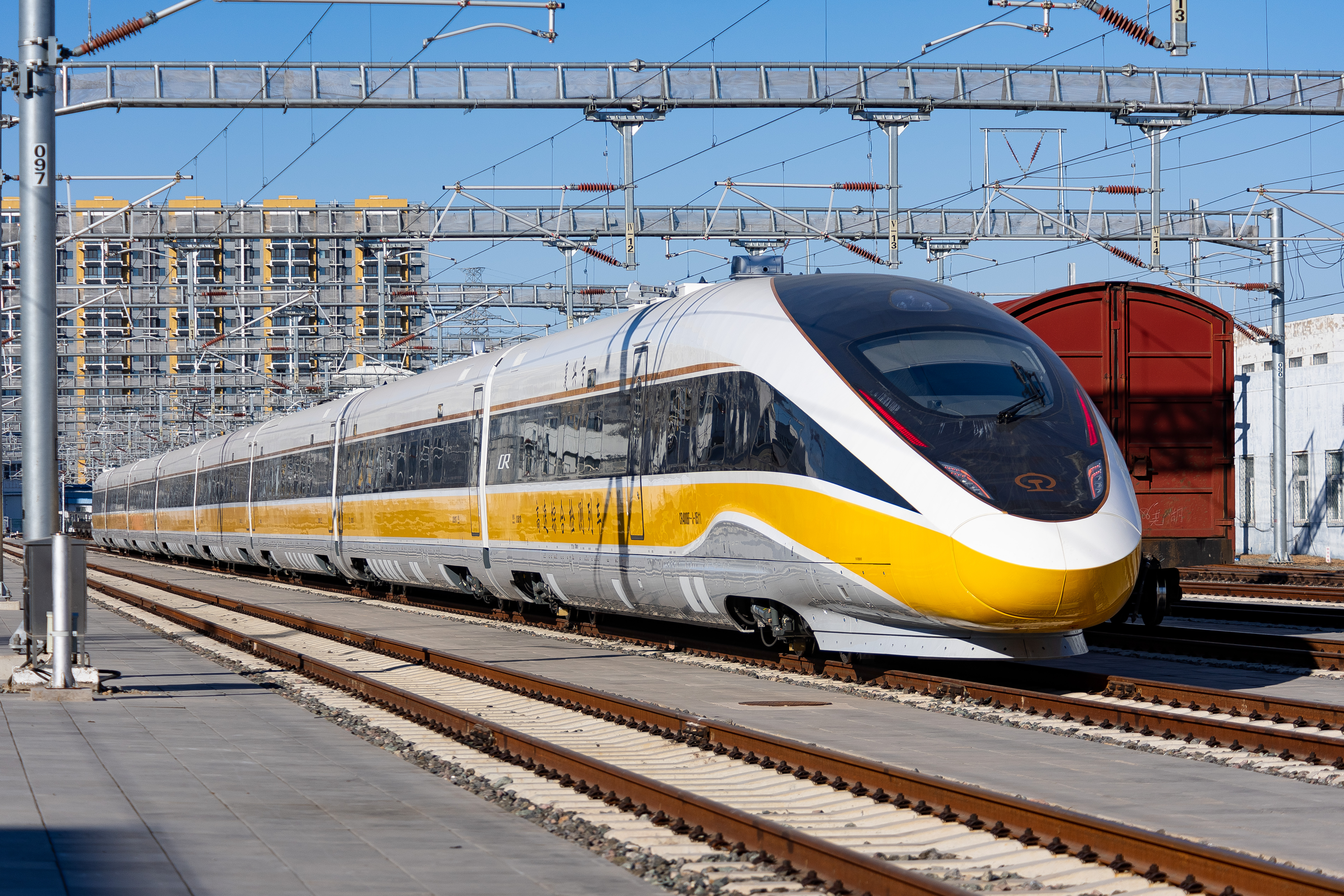
CR400BF-J-0511停放在铁科院东郊分院

CR400BF-J-0001（原車號：CR400BF-J-0511）「黃醫生」是时速400公里世界領先高速試驗車，以CR400BF型电力动车组为基础，但采用了京張高鐵智能型-CR400BF-C的头型。列车为8节编组（4M+4T），3号车厢和6号车厢的转向架装有涡流制动设备。列车由中国中车集团長春軌道客車股份有限公司研制，2021年12月23日从长春运抵北京国家铁道试验中心，2022年9月22日，由於車組編號與配屬鄭州東動車所的CR400BF-Z-0511重號，車組編號改為CR400BF-J-0001，該車設定為「CR450專案」試驗車，因此轉向架外觀採用抗風壓全包覆式裙版設計以因應時速400km/h行駛，2023年4月下旬05車、06車更換為CR450型試作車廂用以比較350km/h～400km/h風壓測試用途。
编组（正常編組，5、6車廂為正常高度車廂）
| 车厢号 | 1                        | 2                    | 3                  | 4         | 5         | 6         | 7                            | 8                        |
| 编号   | CR400BF-J-0001 JC 000101 | JC 000102            | JC 000103          | JC 000104 | JC 000105 | JC 000106 | JC 000107                    | CR400BF-J-0001 JC 000100 |
| 功能   | 軌檢&車輛動態響應操作車  | 通信&信號&綜合操作車 | 弓網和輪軌力操作車 | 餐车      | 臥鋪車    | 會議車    | 數據綜合分析及實驗設備操作车 | 试验车                   |

编组（「CR450」實驗編組，5、6車廂改為高度較矮的CR450型試作車廂）
| 车厢号 | 1                        | 2                    | 3                  | 4         | 5           | 6           | 7                            | 8                        |
| 编号   | CR400BF-J-0001 JC 000101 | JC 000102            | JC 000103          | JC 000104 | SY 000105   | SY 000106   | JC 000107                    | CR400BF-J-0001 JC 000100 |
| 功能   | 軌檢&車輛動態響應操作車  | 通信&信號&綜合操作車 | 弓網和輪軌力操作車 | 餐车      | CR450試驗車 | CR450試驗車 | 數據綜合分析及實驗設備操作车 | 试验车                   |

### CR400AF-J-0002（時任CR450試驗車，現為普通型「復興號」高速綜合檢測列車）
CR400AF-J-0002「大芒果」是时速400公里世界領先高速試驗车，以CR400AF型电力动车组为基础，沿用標準CR400AF的头型。列车为8节编组（4M+4T），3号车厢和6号车厢的转向架装有涡流制动设备，與其他CR400AF不同的是：牽引馬達比照樣板車CR400AF-0208、量產車CR400AF-2228～2230採用中車永濟電機製三相誘導交流牽引馬達，而牽引變流器由鐵科院縱橫機電製造的，其磁勵音與CR400BF-Z型智能動車組类似。列车由中車青島四方機車車輛股份有限公司研制，2022年9月22日从青島运抵北京国家铁道试验中心，該車初期與CR400BF-J-0001同樣設定為「CR450專案」試驗車，因此轉向架外觀採用抗風壓全包覆式裙版設計以因應時速400km/h行駛。
2023年10月，由於「CR450專案」試驗任務即將告一段落，國鐵集團決議購入CR400AF-J-0002進行日常檢測化改造暨辦理車籍變更手續，因此正式由「CR450專案」試驗車轉型為一般日常檢測用途的高速綜合檢測列車身分登場，與CR400BF-J-0003共同成為「高速綜合檢測列車」生力軍。
编组
| 车厢号 | 1                        | 2                    | 3                                              | 4         | 5         | 6         | 7                              | 8                        |
| 编号   | CR400AF-J-0002 JC 000201 | JC 000202            | JC 000203                                      | JC 000204 | CA 000205 | JC 000206 | ZY 000207                      | CR400AF-J-0002 JC 000200 |
| 功能   | 軌檢&車輛動態響應操作車  | 通信&信號&綜合操作車 | 弓網和輪軌力操作、數據綜合分析及實驗設備操作車 | 會議車    | 餐车      | 臥鋪车    | 一等座车（日間檢測人員休息室） | 试验车                   |

### CR400BF-J-0003（普通型「復興號」高速综合检测列车）
CR400BF-J-0003「百香果」是时速400公里高速综合检测列车，以CR400BF-Z型智能动车组为基础，塗裝採用「龍鳳呈祥」主題並將主要飄帶色系「中國紅」改為金色系「警戒黃」點綴、輔助飄帶色系「祥龍金」、「故宮紅」對調來作區別，列车为8节编组（4M+4T），设计最高试验速度400公里/小时。3号车厢和6号车厢的转向架装有涡流制动设备。與其他CR400BF-Z不同的是：牽引馬達比照CR400BF-AZ採用與普通CR400BF系列一樣的中車永濟電機製三相誘導交流牽引馬達YJ305A型，而牽引變流器由鐵科院縱橫機電製造的TKD506-2000型，其磁勵音與普通CR400BF型動車組相同。列车由中国中车集团長春軌道客車股份有限公司研制，該車與CR400BF-J-0001不同的是：0001為「CR450專案」試驗車作為開發CR450型復興號動車組的專用試驗車，0003則為一般日常檢測用途的高速综合检测列车。
编组
| 车厢号 | 1                        | 2                    | 3                                              | 4         | 5         | 6         | 7                              | 8                        |
| 编号   | CR400BF-J-0003 JC 000301 | JC 000302            | JC 000303                                      | JC 000304 | JC 000305 | JC 000306 | JC 000307                      | CR400BF-J-0003 JC 000300 |
| 功能   | 軌檢&車輛動態響應操作車  | 通信&信號&綜合操作車 | 弓網和輪軌力操作、數據綜合分析及實驗設備操作車 | 會議車    | 餐车      | 臥鋪车    | 一等座车（日間檢測人員休息室） | 试验车                   |

### 引用
1. ↑  王卫东. . 铁道科学研究院.   [2011-03-06]. （原始内容存档于2011-07-07）.
2. ↑  .   [2014-04-26]. （原始内容存档于2014-04-26）.
3. ↑  .   [2015-07-06]. （原始内容存档于2015-07-07）.
4. ↑  . 新京报. 2011-12-26  [2011-12-22]. （原始内容存档于2012-01-07）.
5. ↑  . 经济观察网. 2010-12-08  [2011-03-06]. （原始内容存档于2011-01-15）.
6. ↑  .   [2015-04-23]. （原始内容存档于2015-09-24）.
7. ↑  .   [2015-04-23]. （原始内容存档于2016-09-25）.
8. ↑  陈春雷.  (10): 69–76. 2017. ISSN 1001-683X. doi:10.19549/j.issn.1001-683x.2017.10.069.